# Дројсиг
Дројсиг (њем. Droyßig) општина је у њемачкој савезној држави Саксонија-Анхалт. Једно је од 43 општинска средишта округа Бургенланд. Према процјени из 2010. у општини је живјело 2.137 становника. Посједује регионалну шифру (AGS) 15084115.

## Географски и демографски подаци
Дројсиг се налази у савезној држави Саксонија-Анхалт у округу Бургенланд. Општина се налази на надморској висини од 234 метра. Површина општине износи 20,3 km². У самом мјесту је, према процјени из 2010. године, живјело 2.137 становника. Просјечна густина становништва износи 105 становника/km².